# Здание Невской фабрики обоев М. И. Лихачевой
Здание Невской фабрики обоев М. И. Лихачевой — памятник архитектуры. Расположен в Василеостровском районе Санкт-Петербурга, современный адрес дома — 3-я линия Васильевского острова, 52 (корпус 1).
Во второй половине XVIII века участок принадлежал А. Р. Баташеву. В 1779 году Рыбников М. А. стал владельцем этого участка. На нём были деревянный особняк в шесть окон по фасаду, украшенный ионическими пилястрами, каменные и деревянные службы и сад. Затем владение перешло к И. П. Калашникову, а от него — обратно к сыновьям Рыбникова, в 1790-х годах объединивших его с соседним участком со стороны Малого проспекта.
В 1872 году особняк был снесён, по приказу Б. Б. Монина началось строительство каменного цеха по изготовлению проволоки. В начале 1890-х новой владелицей стала М. И. Лихачева, которая преобразовала производство в обойное.
Здание относится к «ложному» (с точки зрения рационалистов) модерну. Оно построено в 1905—1906 годах Максимом Переулочным и украшено рельефным узором из хвои и кувшинок. На первом этаже сделаны огромные окна с зеркальными стёклами, витрина магазина обоев, над ними на фасаде была сделана крупная надпись: «Невская фабрика обоев М. И. Лихачевой». Пояс цоколя и обрамление входных дверей выполнены из старицкого известняка. Здание планировалось расширить, но вторая очередь строительства не состоялась.
В 1930-х годах фабрика выпускала уже не обои, а школьные наглядные пособия, затем стала заводом № 5 «Учтеплотехника» Наркомпроса, далее здесь размещалась обувная фабрика «Восход», в 1970-х годах вошедшая в состав «Скорохода». При бетонировании цеха № 2 в 1978 году был найден тайник с примерно двумя сотнями серебряных предметов, переданный Эрмитажу. В 1990 году в здании разместилось советско-американское на итальянском оборудовании предприятие «Альба», в середине десятилетия дом получил административно-жилую функцию.
Левый лицевой корпус был реконструирован в 1996—1998 годах. В нём сохранялся витраж с мельницей на берегу водоема с камышами и лилиями, по его образцу было сделано ещё два подобных новых витража.